# Западные языки группы тера
За́падные языки́ гру́ппы тера (англ. western tera) — одна из двух языковых подгрупп в составе группы тера центральночадской ветви чадской семьи. Основная территория распространения — штаты Борно и Гомбе в восточной части Нигерии. В подгруппу включают языки тера и джара, а также, иногда рассматриваемые как диалекты тера наряду с диалектом бура кокура, языки пидлими (пидлимди, хина, хинна) и ньиматли.
Численность носителей западных языков тера составляет около 147,3 тыс. человек. Противопоставлены восточным языкам тера.
Для языка тера в 2008 году была введена письменность на основе латинской графики, остальные языки — бесписьменные.

Многие носители западных языков тера также говорят на языках фула и хауса.
Область распространения западных языков тера представляет собой обособленный ареал (на территории юго-западной части штата Борно и восточной части штата Гомбе), окружённый ареалами центральночадского языка бура-пабир, западночадских языков маака, боле и дера, адамава-убангийского языка ваджа и языка сахарской семьи центральный канури.
Западная подгруппа в группе языков тера выделяется в классификации чадских языков, представленной в статье В. Я. Порхомовского «Чадские языки» (Лингвистический энциклопедический словарь), и в классификации, опубликованной в справочнике языков мира Ethnologue.